# Opération Bamberg
Seconde Guerre mondiale
L'opération Bamberg est une opération de contre-guérilla menée par la police allemande sur le territoire du commissariat général de Ruthénie blanche. Lancée à la fin du mois de mars 1942, cette opération constitue la première réponse militaire allemande d'envergure à l'essor des mouvements de résistance en Biélorussie. Rapidement, cette opération a été conçue par ses promoteurs, les Waffen-SS, comme un exemple à suivre pour l'ensemble des opérations destinées à être menées par la suite contre les partisans positionnées dans les forêts de Biélorussie. En effet, cette opération comporte non seulement une forte dimension militaire, visant à réduire la présence partisane dans une zone donnée, mais aussi des enjeux économiques, visant ainsi à intégrer au sein de l'effort de guerre allemand des populations et des régions qui en étaient alors tenues à l'écart.

## Contexte
Rapidement conquis, le territoire biélorusse devient rapidement la principale zone d'action des partisans soviétiques derrière les lignes allemandes.

### Premiers mois d'occupation
Depuis le mois de juillet 1941, le territoire de la Biélorussie soviétique est occupé par le Reich ; à partir du mois de septembre, il est formellement confié à une administration mixte, dépendant à la fois du ministère des territoires occupés à l'Est et de la SS.
De plus, dès le 3 juillet 1941, Staline lance un appel à la résistance, dans un premier temps largement ignoré par la population. Exploitant cet appel, Hitler et ses proches conseillers encouragent l'extermination de tous ceux qui s'opposent, dans le cadre d'une « guerre mesquine » menée par les militants et les responsables communistes à l'intérieur des territoires occupés, à la politique menée par les forces d'occupation.
Dans le même temps, la famine organisée, les représailles, le mépris et le racisme témoignés par les autorités d'occupation envers les russes et les Biélorusses participent à la création, puis à l'essor d'un sentiment d'hostilité contre les occupants allemands et leur administration. Face à ce mouvement d'hostilité, les autorités d'occupation multiplient les exécutions de civils, notamment à Minsk ; ces exécutions se succèdent au rythme d'une dizaine par jour entre la conquête de la ville et le début de l'année 1942.

### Apparition des mouvements de résistance
Apparue dès les premiers jours de l'occupation, les mouvements de résistance sont composés dans un premier temps de soldats laissés en arrière par la rapidité de l'avance allemande des première semaines de guerre. Ces soldats, débandés et peu organisés,, élaborent alors des stratégies destinées à leur permettre de survivre dans des lieux à l'écart des territoires sous contrôle allemand plutôt que des projets d'actions offensives contre l'occupant,.
La résistance s'organise cependant, grâce au patient travail de coordination et de centralisation du commandement, mené durant l'automne 1941. Ces maquis réorganisés commencent à constituer un obstacle de taille au contrôle allemand sur le territoire du commissariat général de Ruthénie blanche, obligeant le Reich à renforcer les unités chargées du maintien de l'ordre positionnées sur les régions confiées à l'administration civile.
Dans la région de Minsk, des maquis se mettent rapidement en place, s'équipent avec des armes souvent soustraites lors de la conquête. Ces maquis, considérablement renforcés par les velléités allemandes de contrôle de la population, lancent, dès le début de l'année 1942, des actions d'envergure, notamment en favorisant les projets des prisonniers de guerre.

### Besoins économiques
De plus, face aux saignées de l'hiver 1941, les autorités militaires allemandes doivent faire face à des besoins en hommes accrus, comblés notamment par le passage au peigne fin des services de l'arrière, des industries et services dans le Reich.
De plus, le contrôle par la résistance de vastes zones réduit les possibilités allemandes de prédation de main d’œuvre et de richesses produites en Russie occupée.

## Préparation

### Forces en présence

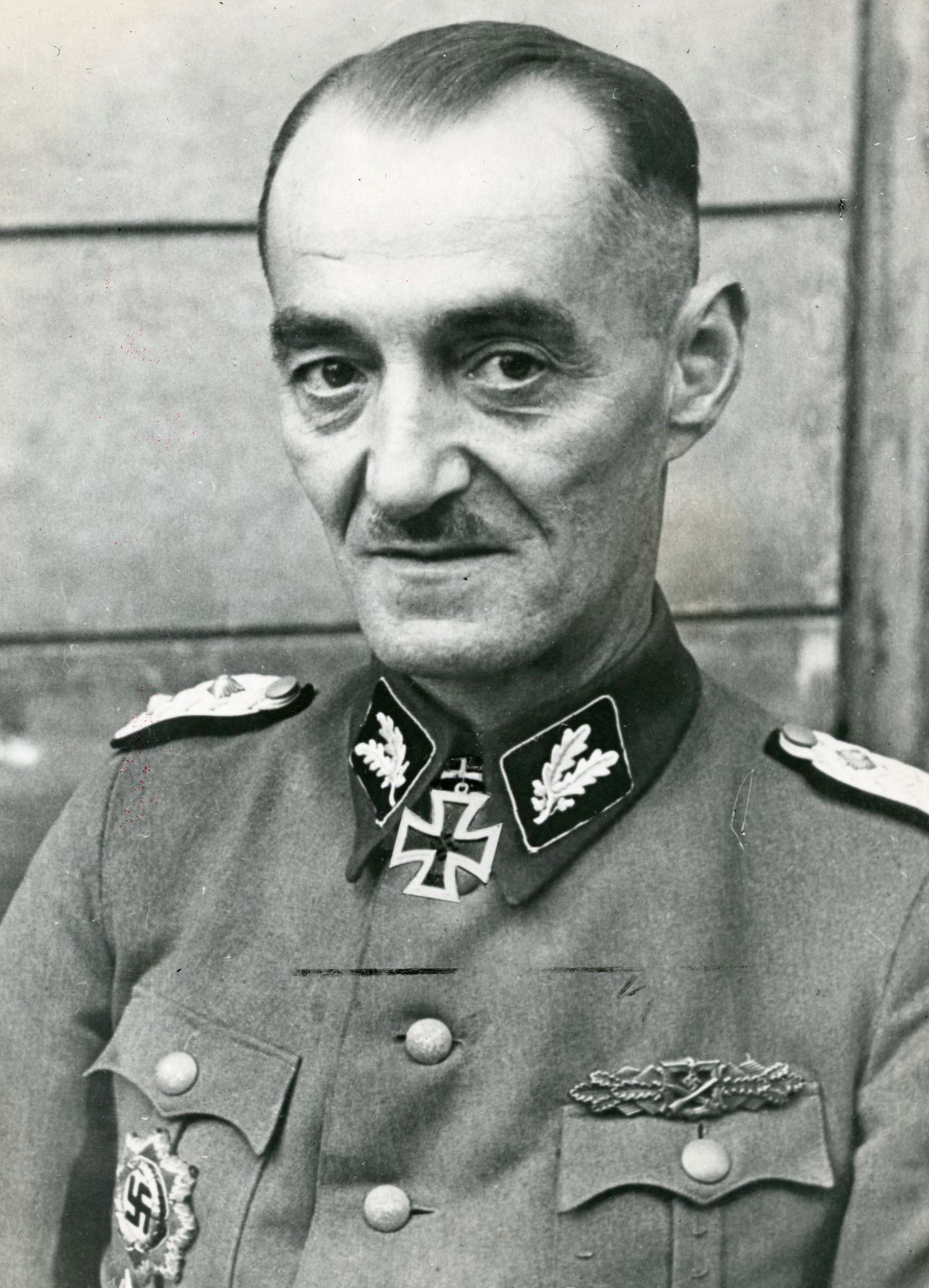
L'unité d'Oskar Dirlewanger, ici en 1944, participe à l'opération.

Face au millier de partisans soviétiques, les autorités d'occupation, de plus en plus cantonnées près des axes de communication, mettent en ligne un force constituée de deux divisions d'infanterie, une de la Wehrmacht, une de l'armée slovaque,, renforcée par le 315e bataillon de police, inaugurant une collaboration intensive entre les unités de police, démunie face aux maquis de partisans, et les unités de l'armée.
La majeure partie des unités d'occupation engagées pour mener l'opération est composée d'unités de la Wehrmacht, essentiellement en raison de la faiblesse des effectifs des forces de sécurité sur le terrain. De plus, à ce déploiement de force s'ajoute la brigade Dirlewanger, engagée en Biélorussie depuis le début du mois de mars.

### Plans opérationnels

Les marais du Pripiat, ici sur une toile d'Ivan Chichkine, constituent le cadre géographique de cette opération.

la stratégie mise en œuvre consiste à encercler une zone de 750 km², dans le secteur oriental des marais du Pripiat, et en confier le quadrillage à des commandos de chasse.
Le secteur encerclé, abondamment reconnu par des petits groupes de reconnaissance, est alors réduit, par un ratissage et un nettoyage systématique, à l'issue de la jonction, en un point topographique choisi au préalable, des unités engagées dans l'opération.
L'opération est conçue sur le modèle d'une battue : un groupe désorganise la vie des partisans, assimilé à du « gibier », tandis qu'un autre groupe fait office de cordon de tireurs.

## Déroulement
L'opération est lancée à partir de bases arrière, souvent des villages sécurisés, à proximité de la zone tenue par les partisans ; par exemple, le village de Kopatkeviči, au Sud de Bobrujsk, constitue l'une de ces bases opérationnelles, essentielles pour le succès de cette opération.
Progressant le long des routes de campagne, les unités engagées font leur jonction au centre la zone encerclée, conformément au plan défini par les stratèges allemands.

## Issue
Cependant, en dépit de son succès tactique, cette opération est un échec stratégique, les maquis de la région n'ayant pas été éradiqués, la majorité des partisans ayant pu s'échapper.

### Pertes
Au terme des opérations de ratissage, les pertes s'élèvent à sept morts et huit blessés pour les forces allemandes, tandis que le nombre de partisans et de civils biélorusses tués au cours de l'opération s'élève à 3 423 victimes.

### Actions contre les civils
En dépit des présentations statistiques, le faible nombre d'armes trouvées indique que les principales victimes de l'opération sont des Juifs et des villageois réfugiés dans des zones hors d'atteinte des troupes d'occupation allemandes.
Le choix de cibler les civils biélorusses constitue l'un des objectifs de cette opération de ratissage; en effet, il s'agit de couper les partisans du milieu qui les entoure, tout en commençant le nettoyage ethnique de grande ampleur, planifié pour l'après-guerre.

## Conséquences

### Destructions et pillages
À l'issue de cette opérations, les civils rencontrés sont systématiquement interrogés par les forces de police, tandis que les villages et les hameaux sont systématiquement détruits, afin de priver les partisans de toute base logistique.
À l'issue d'opérations auxquelles participent en priorité des forces de police, lors de la prise de contrôle des villages, jusqu'alors totalement épargnés par la politique de mise en coupe réglée des territoires occupés, les richesses agricoles sont systématiquement pillées.

### Un modèle
Les modalités de préparation et de mise en œuvre de cette opération de ratissage systématique d'une zone isolée et éloignée de la ligne de front est suivie de près par les militaires et les responsables SS du maintien de l'ordre.
En effet, cette opération constitue un tournant, par son ampleur et sa préparation, dans la lutte des troupes d'occupation allemandes contre les partisans. En effet, la lutte contre les partisans change de paradigme : au début de l'occupation, les unités d'occupation se contentent de contrôler étroitement les routes et les agglomérations, ne menant en dehors de ces espaces contrôlés que des opérations de représailles. cette opération propose un autre modèle de lutte contre les partisans, consistant à mener de vastes opérations de ratissage dans une zone délimitée.
Au terme de l'analyse tactique et stratégique, cette opération « pilote » constitue un modèle pour les 55 opérations suivantes de lutte contre les partisans établis dans les forêts de Biélorussie lancées entre le printemps 1942 et le 17 juin 1944, date de l'achèvement de la dernière opération lancée avant la reconquête soviétique.
En effet, dans les faits, le succès militaire des opérations de lutte contre le partisans suppose une coordination entre la Wehrmacht et la SS, les unités de ces deux corps agissant en liaison les unes avec les autres.

### Une redistribution des rôles
À l'issue des opérations, les responsables militaires des troupes d'occupation tirent les conclusions de l'implication d'unités de la Wehrmacht dans cette opérations. En effet, quelques mois plus tard, en août 1942, le quartier-maître général de la Wehrmacht, Georg Thomas, jusqu'alors responsable de la politique d'occupation, s'en trouve déchargé ; ce secteur est confié à l'OKH, responsable des opérations militaires sur le front de l'Est.
De plus, à partir de ce moment, des unités militaires allemandes se spécialisent dans les opérations de lutte contre les partisans menées sur le modèle de l'opération Bamberg, et jouissent d'une certaine renommée ; la Brigade commandée par Oskar Dirlewanger est ainsi auréolée du succès rencontré au début du printemps 1942.